# Donzell (estament militar)
Un donzell era, a la baixa edat mitjana, al Principat de Catalunya, al Regne de València i al Regne de Mallorca, un membre de l'estament militar diferenciat dels cavallers (milites) pel fet de no haver estat armat. Els donzells (domicelli) compartien aquesta part inferior dins l'estament militar amb els homes de paratge (homines de paraticum) i els generosos.